# Жемеуш (Селорику-ди-Башту)
Же́меуш (порт. Gémeos) — район (фрегезия) в Португалии, входит в округ Брага. Является составной частью муниципалитета Селорику-ди-Башту. По старому административному делению входил в провинцию Минью. Входит в экономико-статистический субрегион Аве, который входит в Северный регион. Население составляет 626 человек на 2001 год. Занимает площадь 3,68 км².